# Discographie de Vald
La discographie de Vald, rappeur français, comprend l'ensemble des disques et singles publiés durant sa carrière musicale.

## Albums

### Albums studios
| Titre                                    | Détails de l'album | Meilleure position | Meilleure position | Meilleure position | Meilleure position | Meilleure position | Ventes             | Certifications         |
| Titre                                    | Détails de l'album | FRA                | WAL                | FLA                | SUI                | ROM                | Ventes             | Certifications         |
| ---------------------------------------- | --- | ------------------ | ------------------ | ------------------ | ------------------ | ------------------ | ------------------ | ---------------------- |
| Agartha                                  | - Sortie : 20 janvier 2017 - Label : Mezoued Records & Suther Kane Films, Millenium, Capitol, Universal - Format : CD, téléchargement   | 2                  | 6                  | —                  | 15                 | —                  | - France : 200 000 | - France : 2 × Platine |
| Xeu                                      | - Sortie : 2 février 2018 - Label : Mezoued Records & Suther Kane Films, BMG Rights Management, Universal - Format : CD, téléchargement | 1                  | 1                  | 98                 | 4                  | —                  | - France : 300 000 | - France : 3 × Platine |
| Ce monde est cruel                       | - Sortie : 11 octobre 2019 - Label : Mezoued Records & Suther Kane Films, Millenium, Capitol, Universal - Format : CD, téléchargement   | 1                  | 1                  | 28                 | 3                  | —                  | - France : 200 000 | - France : 2 × Platine |
| Horizon Vertical (feat. Heuss l'Enfoiré) | - Sortie : 18 décembre 2020 - Label : 150 productions / Echelon Records, Believe, PIAS - Format : CD, téléchargement                    | 20                 | 26                 | —                  | 71                 | —                  | - France : 80 000  | - France : Or          |
| V                                        | - Sortie : 4 février 2022 - Label : Echelon Records - Distributeur : Sony Hall Acces                                                    | 1                  | 1                  | 43                 | 1                  | —                  | - France : 200 000 | - France : 2 × Platine |
| Pandemonium                              | - Sortie : 28 mars 2025 | —                  | —                  | —                  | —                  | —                  | - France : 50 000  | - France : Or          |

## Mixtapes
- 2011 : NQNTMQMQMB
- 2012 : Cours de rattrapage
- 2018 : NQNT33

## Singles
| Année | Titre                             | Certification          | Album              |
| ----- | --------------------------------- | ---------------------- | ------------------ |
| 2014  | Par toutatis                      |                        | NQNT1              |
| 2014  | Autiste                           |                        | NQNT1              |
| 2014  | Shoote un ministre                |                        | NQNT1              |
| 2015  | Bonjour                           |                        | NQNT2              |
| 2015  | Infanticide (feat Suikon Blaz AD) |                        | NQNT2              |
| 2015  | Urbanisme                         |                        | NQNT2              |
| 2015  | Selfie                            | - France : Or          | NQNT2              |
| 2016  | Megadose                          | - France : Platine     | Agartha            |
| 2016  | Eurotrap                          | - France : Platine     | Agartha            |
| 2017  | Ma meilleure amie                 | - France : Diamant     | Agartha            |
| 2017  | Vitrine (feat. Damso)             | - France : Diamant     | Agartha            |
| 2017  | Si j'arrêtais                     | - France : Platine     |                    |
|       | Strip                             | France : Or            |                    |
| 2018  | Désaccordé                        | - France : 2 × Diamant | Xeu                |
| 2018  | Trophée                           | - France : Or          | Xeu                |
| 2018  | Dragon (feat. Sofiane)            | - France : Platine     | Xeu                |
| 2018  | Gris                              | - France : Platine     | Xeu                |
| 2018  | Primitif                          | - France : Platine     | Xeu                |
| 2018  | Possédé                           | - France : Or          | Xeu                |
| 2018  | Offshore                          | - France : Platine     | Xeu                |
| 2018  | Résidus                           | - France : Or          | Xeu                |
| 2018  | Rechute                           | - France : Platine     | NQNT33             |
| 2018  | YAX3                              |                        | NQNT33             |
| 2019  | Journal perso II                  | - France : Diamant     | Ce monde est cruel |
| 2019  | Ignorant                          | - France : Platine     | Ce monde est cruel |
| 2019  | Ce monde est cruel                | - France : Platine     | Ce monde est cruel |
| 2019  | Rappel                            | - France : Platine     | Ce monde est cruel |
| 2019  | Dernier retrait (feat. SCH)       | - France : Platine     | Ce monde est cruel |
| 2020  | Keskivonfer                       |                        | Ce monde est cruel |
| 2020  | Canada (avec Heuss l'Enfoiré)     | - France : Platine     | Horizon Vertical   |
| 2022  | Anunnaki                          | - France : Diamant     | V                  |
| 2022  | Peon (feat. Orelsan)              | - France : Platine     | V                  |

### Morceaux indépendants
- 2010 : Dans ta face
- 2010 : Paradoxe
- 2011 : Beng Beng Remix ou L'Heure Du Bilan (feat. Diablow (alter égo Madara), Monsieur Flow (Fratricid)
- 2011 : Vérité (feat. Suik'on Blaze AD)
- 2012 : Un Monde étrange (feat. Fratricid)
- 2012 : Rendez-moi (feat. Suik'on Blaze AD)
- 2012 : Jack Skellington
- 2012 : Holehe
- 2012 : Freestyle Séquestration (feat. Georgio)
- 2013 : Le divan
- 2014 : Péché mignon (Vanité)
- 2014 : FREENQNT
- 2014 : I.N.C.H Beats
- 2014 : Paye-moi c'est tout
- 2014 : Gusta Me V1
- 2014 : Maïzena (feat. Suik'on Blaze AD)
- 2014 : Winston (BBP Remix)
- 2014 : Freestyle Booska NQNT
- 2015 : Gizeh
- 2015 : Écailles
- 2015 : Cinéma (feat. Suik'on Blaze AD & I.N.C.H)
- 2015 : Peut-être
- 2015 : Parle-moi (Dirty)
- 2015 : TAMERE 2012
- 2015 : Compas
- 2015 : Ostud
- 2015 : Freestyle Booska NQNT2
- 2016 : Le Mignon
- 2016 : Envie
- 2016 : T'as bien mal
- 2016 : La réussite
- 2016 : Poisson
- 2017 : Le Chant du Kraken (prod. by Dj. Weedim)
- 2017 : Inanition
- 2017 : Freestyle BooskAgartha
- 2019 : Freestyle BooskaVald (Call 911)

## Apparitions, collaborations et participations
- 2011 : En attendant le clip - Georgio feat. Vald
- 2012 : Qu'on me sorte de là - Tortoz feat. Vald
- 2012 : Brutaliser - Jarod feat. Vald
- 2013 : Sex, Drug and Rock'n'Roll - Georgio feat. Hologram Lo', Vald, Alpha Wann et Lomepal
- 2013 : Borderline - Rabakar feat. Vald
- 2013 : No 18012013 - L'animalerie feat. Suik'on Blaze AD
- 2013 : Fontaine de Jouvence - Bazoo feat. Vald
- 2013 : Ma bite et ma voix - Missak feat. Demi Portion, Dico, Doc Brown, Ethor Skull, Georgio, Liqid, Lucio Bukowski, Nekfeu et Vald
- 2013 : L’Undaground s’exprime Chapitre 6 - Rockin' Squat feat. Wush, T-Nord et F.a.s.k, TonyToxik, Mr Agaz, Grödash, Le Célèbre Bauza, Vald et DJ Nixon
- 2014 : Mon insolence - Goune feat. Vald
- 2014 : Carré - Tunisiano feat. Ol Kainry, Vald et Sofiane
- 2014 : Tu sais c'qui s'passe - Georgio feat. Vald
- 2014 : No 02062014,2 - L'Animalerie feat. Paco, Robse, Suik'on Blaze AD et Vald
- 2014 : Cheese - Bazoo feat. Goune et Vald
- 2014 : Natural Born Kickeurs - Bazoo feat. Goune, Georgio, Boxon, Hancock, L'Animal, Rabakar, Syen, Stick et Vald
- 2014 : Présentation - Melan feat. Georgio et Vald
- 2015 : Meilleur lendemain - Alkpote feat. Vald
- 2015 : Écailles - DJ Weedim feat. Vald
- 2015 : Amen - DJ Cerk feat. Vald
- 2015 : Pleurez - Alkpote feat. Vald
- 2015 : Souyon - Biffty
- 2015 : Compas - DJ Weedim feat. Vald
- 2015 : Mon Insolence - Goune feat. Vald
- 2016 : Hombre - Biffty
- 2016 : Souloulouye - Biffty
- 2016 : Les marches de l'empereur #2 - Alkpote feat. Vald, Biffty et Iron Sy
- 2016 : Musique nègre - Kery James feat. Lino et Youssoupha
- 2016 : Ding Dong - I.N.C.H feat. Vald, Kro (FODB), Suikon Blaz AD
- 2016 : Quoi d'neuf fréro - I.N.C.H feat. Vald, Suikon Blaz AD
- 2016 : Numero 13 - Katana feat. Vald, Zekwe Ramos et Rabakar
- 2017 : Roule un boze - Biffty
- 2017 : Guedro (Remix) - Kalash Criminel  feat. Mac Tyer, Vald et Sofiane
- 2017 : Plus haut - Alkpote feat. Vald
- 2018 : Trapezistes - Alkpote
- 2018 : La Fin du Monde - Freddy Gruesum feat. Vald
- 2018 : Valise - Hornet la Frappe et Vald
- 2018 : DeLorean - Rim'K feat. Vald
- 2018 : L'addition - Heuss l'Enfoiré feat. Vald
- 2018 : Iencli - Sofiane feat. Vald
- 2018 : Qui dit mieux - Gringe feat. Orelsan, Suik'on Blaze AD et Vald
- 2018 : Barbara - Georgio feat. Vald
- 2018 : Un jour de plus - Kalash Criminel feat. Vald
- 2018 : Wilson - I.N.C.H feat. Vald
- 2018 : Bizarre - Lorenzo feat. Vald
- 2018 : Woah - Sofiane, Vald, Mac Tyer, Soolking, Sadek, Kalash Criminel, Heuss l'Enfoiré
- 2019 : Bitch (Lefa feat. Vald) (album) Fame)
- 2019 : J'suis loin - Jul feat. Vald
- 2019 : Elévation - Vladimir Cauchemar feat. Vald
- 2019 : Atmosfear - Fresh Out Da Box feat. I.N.CH, Al'Tarba, Suikon Blaz AD et Vald
- 2020 : Pour eux - Naps feat. Vald
- 2020 : Pas de reine - Koba LaD feat. Vald (sur l'album Détail)
- 2020 : Jetez pas l'œil - Gims feat. Vald
- 2020 : Gotaga (sur la compilation Echelon Vol. 1)
- 2020 : C'est pas nous les méchants (sur la compilation Echelon Vol. 1)
- 2021 : Jusqu'à la fin - 7 Jaws feat. Vald
- 2021 : Alliance - Sadek feat. Vald
- 2021 : Echelon 2 (sur la compilation Echelon Vol. 2)
- 2021 : Mushu (sur la compilation Echelon Vol. 2)
- 2022 : Fan - Bigflo et Oli feat. Vald
- 2023 : Voraces - Souffrance feat. Vald